# دي جيه مامز
مراد مامري، (المولود في مارسيليا، فرنسا عام 1972) والمعروف بـ دجاي مامز (بالفرنسية DJ Mam's) هو دي دجيه ومنتج فرنسي من أصل جزائري.
يعمل مع شركة إسطوانات  Wagram ويتعامل مع العديد من الفنانين في ريميكس لأغاني راقصة. أصدر ألبوم Fiesta Buena عام 2012 وله أغان شهيرة مثل  Hella Décalé و Zumba He Zumba Ha و  Zina Morena و Fiesta Buena.

## وصلات خارجية
- دي جيه مامز على موقع ميوزك برينز (الإنجليزية)
- دي جيه مامز على موقع ديسكوغز (الإنجليزية)
- الموقع الرسمي